# Dendromus nyikae
Dendromus nyikae es una especie de roedor de la familia Nesomyidae.

## Distribución geográfica
Se encuentran en Angola, República Democrática del Congo, Malaui, Mozambique, Sudáfrica, Tanzania, Zambia, Zimbabue.

## Hábitat
Su hábitat natural son: sabanas húmedas. 